# Libor Charfreitag
Libor Charfreitag (* 11. září 1977 Trnava) je bývalý slovenský kladivář. Životních úspěchů dosáhl třetím místem na Mistrovství světa v atletice 2007 v Ósace a prvním místem na Mistrovství Evropy v atletice 2010 v Barceloně.

## Rodina
Oba jeho rodiče Libor Charfreitag starši a Eva Charfreitagová jsou bývalými atlety a poté trenéry. Obě Liborovi sestry se také věnují atletice, Radka hodu diskem a Eva hodu kladivem.

## Kariéra
V juniorských kategoriích se začal prosazovat až v době, kdy začal studovat ve Spojených státech. Třikrát se stal americkým univerzitním šampionem v hodu kladivem a v roce 1999 byl pátý na mistrovství Evropy do 23 let v Göteborgu.
Na mistrovství světa startoval poprvé už v roce 1999, v dalším roce se zúčastnil kvalifikace na olympijských hrách v Sydney.
V roce 2003 poprvé prolomil hranici 80 metrů, v červnu dosáhl v Praze svého životního maxima 81,81 metru, čímž vytvořil i slovenský národní rekord. Na světovém šampionátu v Paříži ale skončil při své třetí účasti výkonem 76,52 m třináctý, mimo finále. Svou příslušnost k tehdejší světové špičce tak potvrdil pouze druhým místem ve Světovém atletickém finále v Szombately (81,22 m).
Na olympijských hrách v Aténách se dostal na sedmé místo.
V roce 2005 mu ale na světovém šampionátu v Helsinkách uniklo o jednu příčku užší finále, byl devátý.
Charfreitaga trénoval jeho otec Libor Charfreitag starší a Dave Wollman. Závodil za oddíl Slávia Trnava, působí ale také jako trenér na univerzitě v USA.
V roce 2017 ukončil sportovní kariéru.

### Mistrovství světa 2007
Na světovém šampionátu v Ósace startoval Charfreitag s pátým nejlepším výkonem ve světových tabulkách. V páté sérii hodil 81,60 metrů a své dosavadní třetí místo vylepšil na průběžné druhé. Na bronzový stupínek ho v poslední sérii odsunul vítěz závodu Ivan Tichon z Běloruska. Charfreitag v závodu dosáhl druhého nejlepšího výkonu ve svém životě, své maximum roku 2007 zlepšil o 73 centimetrů. Pro samostatné Slovensko to byla teprve druhá medaile z mistrovství světa v atletice v historii (deset let od bronzu překážkáře Igora Kováče).